# Garmisch-Partenkirchen
Garmisch-Partenkirchen – powiatowa gmina targowa i uzdrowisko w południowych Niemczech, w kraju związkowym Bawaria, w rejencji Górna Bawaria, w regionie Oberland, siedziba powiatu Garmisch-Partenkirchen. Miejscowość nie ma statusu miasta. Leży w Alpach na trójstyku trzech pasm - Ammergauer Alpen, Bayerische Voralpen oraz Wettersteingebirge. Jest znanym ośrodkiem narciarskim. 

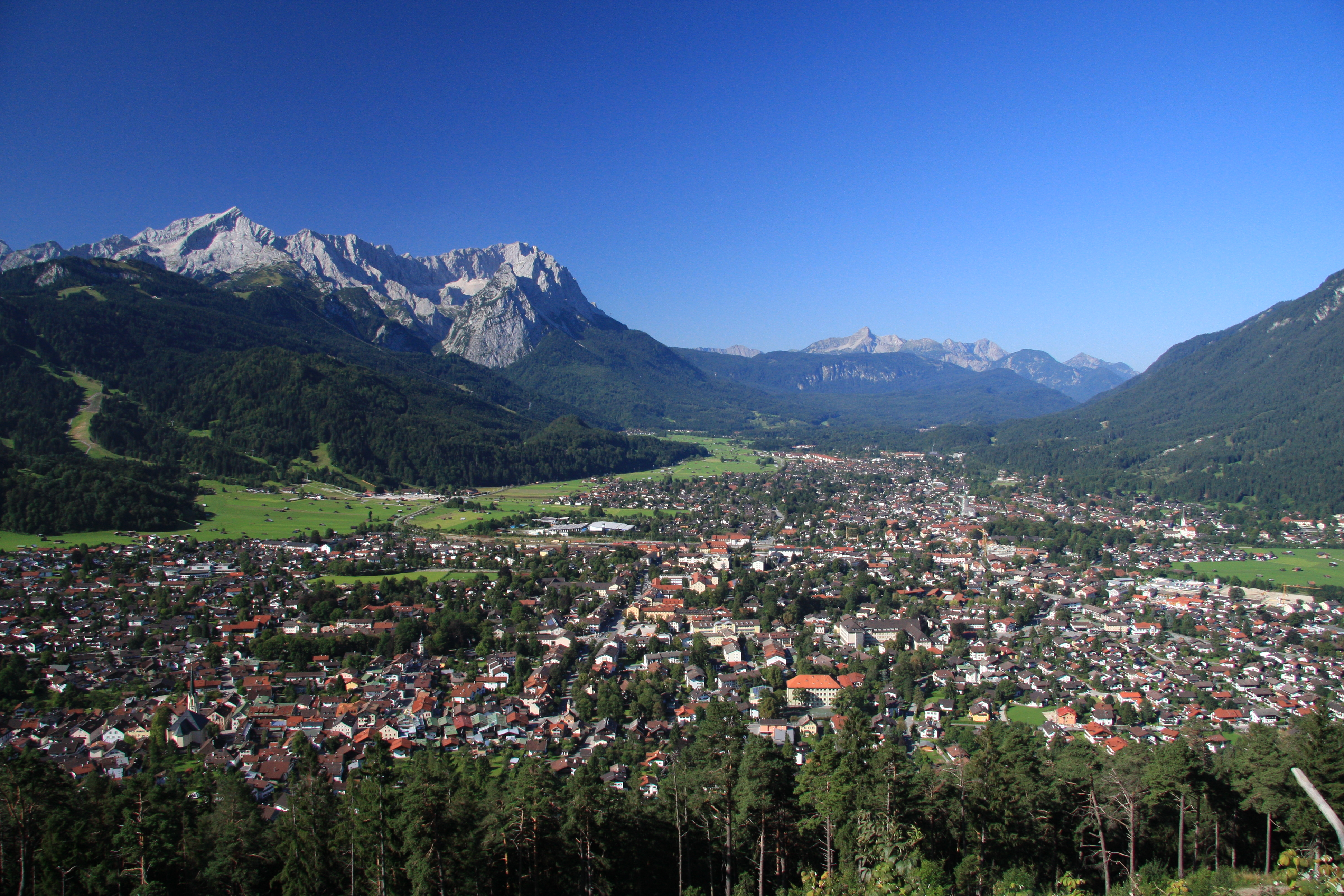
Widok od wschodu na Garmisch-Partenkirchen, po lewej najwyższe szczyty Niemiec Zugspitze i Alpspitze

W miejscowości znajduje się stacja kolejowa Garmisch-Partenkirchen.
W Garmisch-Partenkirchen znajduje się początkowa stacja kolejki zębatej, którą można dostać się na najwyższy szczyt Niemiec Zugspitze 2962 m n.p.m. (trasa częściowo wiedzie przez tunel wykuty w skale).

## Historia
Garmisch i Partenkirchen przez wieki były osobnymi miejscowościami rozdzielonymi rzeką Partnach oraz później stacją kolejową. Połączono je dopiero w 1935 roku, na rozkaz Hitlera, przed zimowymi igrzyskami olimpijskimi które rozgrywano tu rok później. Partenkirchen jest starsze – pierwsze zapisy na jego temat pochodzą z 15. roku naszej ery, kiedy było rzymskim miasteczkiem o nazwie Partanum.

## Demografia
Dane o ludności z 31 grudnia 2008:
| Opis                                | Ogółem | Ogółem | Kobiety | Kobiety | Mężczyźni | Mężczyźni |
| ----------------------------------- | ------ | ------ | ------- | ------- | --------- | --------- |
| Jednostka                           | osób   | %      | osób    | %       | osób      | %         |
| Populacja                           | 25 995 | 100    | 14 099  | 54,24   | 11 896    | 45,76     |
| Wiek przedprodukcyjny (0–17 lat)    | 3824   | 14,71  | 1880    | 7,23    | 1944      | 7,48      |
| Wiek produkcyjny (18–65 lat)        | 14 980 | 57,63  | 7898    | 30,38   | 7082      | 27,24     |
| Wiek poprodukcyjny (powyżej 65 lat) | 7191   | 27,66  | 4321    | 16,62   | 2870      | 11,04     |

## Polityka
Wójtem gminy jest Thomas Schmid z Christlich Soziales Bündnis - Bürger für Garmisch-Partenkirchen, rada gminy składa się z 30 osób.
|      | CSU | SPD | FWG | FDP | ödp | BP | CSBBGAP | Razem |
| ---- | --- | --- | --- | --- | --- | -- | ------- | ----- |
| 2008 | 8   | 4   | 5   | 1   | -   | 1  | 11      | 30    |
| 2002 | 18  | 3   | 7   | 1   | 1   | -  | -       | 30    |

## Edukacja
W GP mieści się Europejskie Centrum Studiów Bezpieczeństwa im. George C. Marshalla ((ang.) George C. Marshall European Center for Security Studies).

## Sport
W mieście działa klub sportowy SC Riessersee.
W 1936 w Garmisch-Partenkirchen odbyły się IV Zimowe Igrzyska Olimpijskie. Z polskich reprezentantów najwyższe 5. miejsce zajął w skokach narciarskich Stanisław Marusarz. W 1978 i 2011 odbyły się Mistrzostwa Świata w Narciarstwie Alpejskim.
W miejscowości od 1953 co roku (1 stycznia) odbywają się zawody skoków narciarskich w ramach Turnieju Czterech Skoczni na Große Olympiaschanze. W 2008 roku skocznia została przebudowana.

## Osoby urodzone w Garmisch-Partenkirchen
- Laura Dahlmeier – niemiecka biathlonistka
- Michael Ende – pisarz
- Anna Hartelt – niemiecka curlerka
- Maria Höfl-Riesch – trzykrotna mistrzyni olimpijska w narciarstwie alpejskim
- Magdalena Neuner – niemiecka biathlonistka, multimedalistka
- Felix Neureuther – niemiecki narciarz alpejskim
- Selina Grotian – niemiecka biathlonistka

## Współpraca
- Stany Zjednoczone: Aspen
- Francja: Chamonix-Mont-Blanc
- Finlandia: Lahti